# TT193
La tombe thébaine TT 193 est située à el-Assasif, dans la nécropole thébaine, sur la rive ouest du Nil, face à Louxor en Égypte.
C'est la sépulture de Ptahemheb (Pth-m-hb), officier du sceau dans le trésor du domaine d'Amon, datant des XIXe/XXe dynasties.
La femme de Ptahemhab s'appelle Tadeouert.

## Description

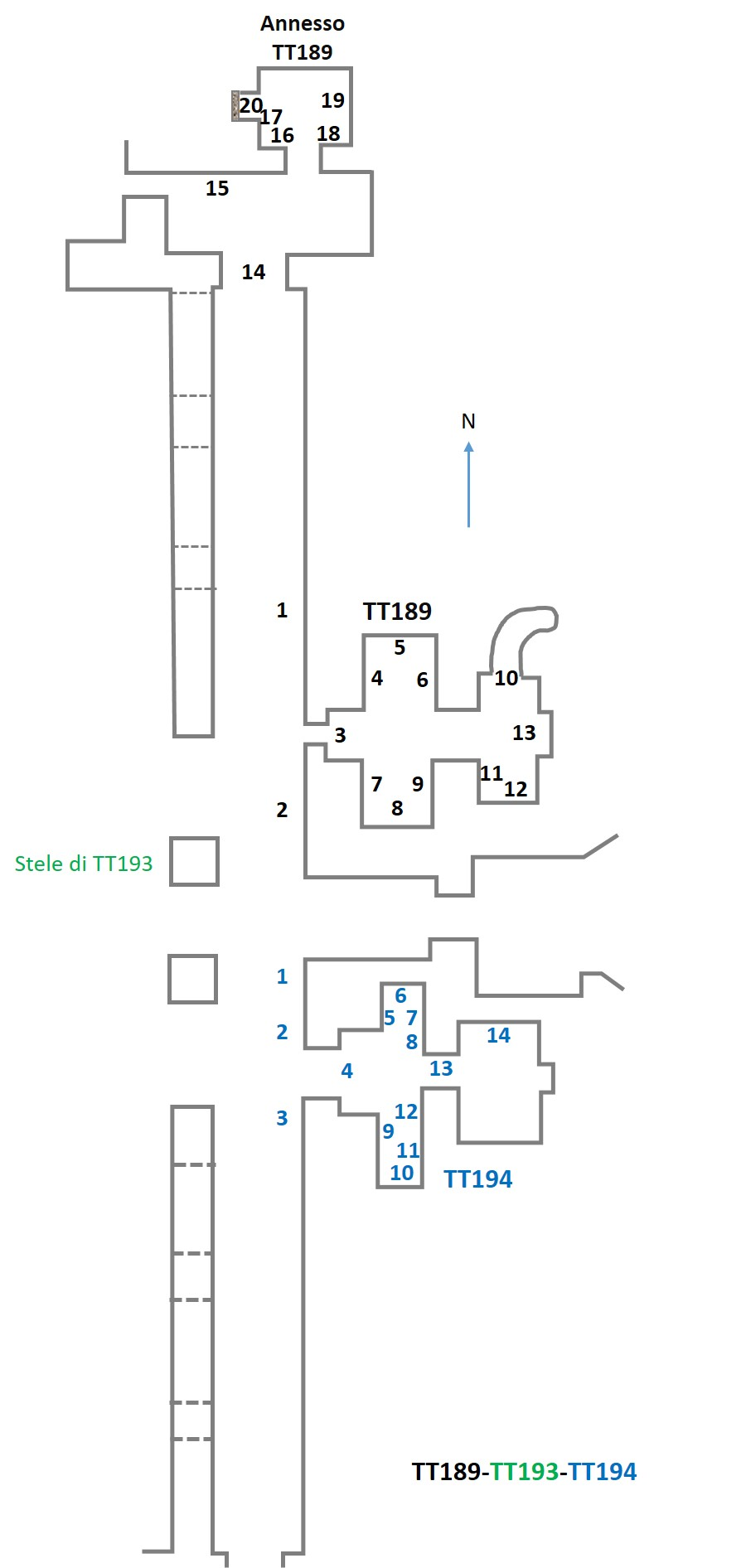